# IDEXX Laboratories
IDEXX Laboratories ist ein US-amerikanisches multinationales Unternehmen, das sich auf Entwicklung, Herstellung und den Vertrieb von Produkten und Dienstleistungen für Heimtiere, Vieh und Geflügel, Wassertests und Milchprodukte spezialisiert hat. Das 1983 gegründete Unternehmen hat seinen Hauptsitz in der Kleinstadt Westbrook in Maine und einen europäischen Hauptsitz in Hoofddorp (Niederlande). Es verkauft Produkte an Kunden in über 175 Ländern weltweit und beschäftigt mehr als 7.000 Mitarbeiter in Voll- und Teilzeitstellen (Stand 31. Dezember 2017). In Deutschland hat das Unternehmen zwei Standorte, einen in Kornwestheim und einen in Leipzig.
IDEXX Laboratories ist Teil des Börsenindex NASDAQ-100. Der Umsatz lag im Geschäftsjahr 2021 bei 3,2 Milliarden US-Dollar und hat sich damit seit dem Jahr 2010 mehr als verdreifacht.

## Geschichte
Das Unternehmen wurde 1983 Jahren von David E. Shaw gegründet, welcher bis dahin für ein Beratungsunternehmen in der Nähe von Boston gearbeitet hatte und großes Potential in der Tiermedizin und der Biotechnologie sah. Die ersten Jahre von IDEXX gingen mit einem enormen Wachstum im Bereich der Biotechnologie einher, wobei von Vorteil war, dass der regulatorische Aufwand für die Zulassung von neuen Produkten weniger groß war als bei den meisten anderen Unternehmen der Branche, weil diese für Tiere und die Agrarindustrie konzipiert waren und nicht für Menschen.
In den ersten Jahren konzentrierte sich IDEXX auf zwei wichtige Produktlinien. Im Jahr 1985 führte IDEXX Systeme ein, mit denen Behörden und Unternehmen das Vorhandensein von Verunreinigungen in Lebensmitteln und Lebensmittelverarbeitungsbetrieben testen konnten. Im folgenden Jahr begann es, Diagnose- und Erkennungsprodukte für Tierärzte zu verkaufen. 1991 ging das Unternehmen an die Börse.
Mitte der neunziger Jahre, nach dem Erwerb mehrerer Prüflabore, begann IDEXX, Laboranalysen in den Vereinigten Staaten, dem Vereinigten Königreich und in Japan anzubieten.

## Segmente
Das Unternehmen ist in die folgenden drei Segment gegliedert: Companion Animal Group, Water und Livestock, Poultry and Dairy. Die Companion Animal Group (CAG) bietet klinikinterne Laboranalysegeräte für Haustiere an. Analysegeräte messen das Blutbild sowie die Konzentrationen bestimmter Enzyme im Blut oder Urin, um den Gesundheitszustand zu überwachen. Das Segment Water bietet Produkte zur Messung mikrobiologischer Parameter im Wasser. Das Segment Livestock and Poultry Diagnostics (LPD) bietet Produkte zur Erkennung von Krankheiten bei Nutztieren und Geflügel an. Produkte dieses Segments umfassen Tests für verschiedene Tierkrankheiten.